# 廖爱莲
廖爱莲（1965年3月—），女，壮族，广西宾阳人，中华人民共和国政治人物，中国共产党党员，第十三届全国人民代表大会广西壮族自治区代表。

## 生平
2018年，廖爱莲被选为广西壮族自治区出席第十三届全国人民代表大会代表。